# Manolita Piña
Manolita Piña Torres-García, de nombre de soltera Manolita Piña Rubies (24 de febrero de 1883-11 de junio de 1994), fue una pintora y supercentenaria española. Era conocida como "Doña Manolita" en Uruguay. Considerada por ser "compañera inseparable" de Torres García, le acompañó a conferencias, exposiciones y le apoyó en sus esfuerzos artísticos. En muchas maneras, era "como su sombra." Fue fundadora del Museo Torres García en Montevideo.

## Biografía
Piña Torres nació en Barcelona, España, el 24 de febrero de 1883 y falleció en Montevideo el 11 de junio de 1994. Fue educada por sus padres en una familia rica, donde recibió instrucción en piano.
Se casó con Joaquín Torres García el 20 de agosto de 1908 en Barcelona. Ella y su marido vivieron en Europa y Nueva York durante varias décadas, y en Montevideo desde 1934.

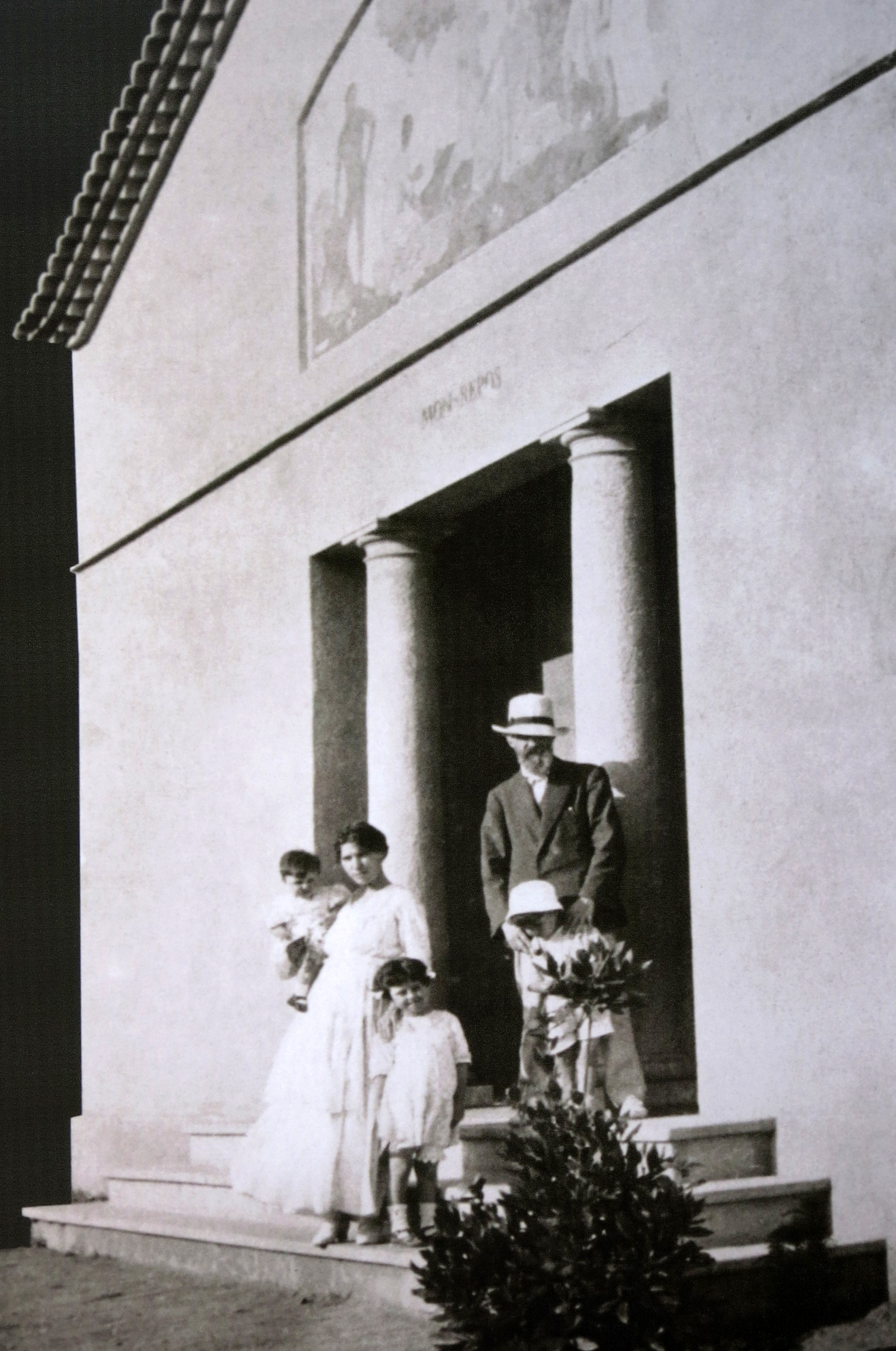
Manolita Piña con su familia en 1916 frente a su residencia de Mon Repòs, en Tarrasa

Su arte, junto con el de su marido, ha sido recolectado por Emilio Ellena. Ellena describe su arte como creativo y bonito. Piña Torres dejó de pintar después de casarse, declarando que dejó de pintar para no ser una pintora mejor que su marido o perturbar su trabajo, lo cual habría sido vergonzoso para su familia en su tiempo y en su cultura. Hay un registro de su alta calidad artística en el libro Notas sobre Arte de Torres García (1913).
Decía que la política era una de las pocas cosas que la aproximaban a su marido. Ayudaba a artistas cuando adolecían persecución política. Dos de sus nietos estuvieron encarcelados y en el exilio. Piña Torres rechazó volver a Barcelona debido a los crímenes en contra del arte, como destruir frescos.
Es también la persona verificada más longeva en haber vivido en Uruguay.

## Legado
En 1951, Piña Torres creó un grupo en Montevideo, llamado MAOTIMA (por los nombres de sus participantes, Manolita, Otilia, Ifigenia y Maria Angelica), dedicado a trabajar en tapices bordados.
Fue coleccionista incansable del trabajo de su marido y ayudó a promover su arte anteriormente oculto. También hizo un inventario de su trabajo, incluyendo una lista de más de 350 piezas de arte. Piña Torres sentía que después de la muerte de su marido, tenía que asegurar su legado y por tanto creó un museo dedicado al arte y el legado de su marido al cumplir 106 años. Piña Torres instaló la fundación para apoyar el Museo Torres García y ayudó al museo inicialmente abierto el 29 de julio de 1953. El museo pasó por una historia larga y difícil, hasta que el gobierno de Uruguay lo estabilizó y el museo se inauguró en su forma actual en 1986. Ella trabajó con entusiasmo y fuerza para crear el museo. Además de crear la fundación y el museo, ella también instaló un archivo para documentar el trabajo de su vida. Fue a menudo un tema de retrato para su marido y tema de otros en pinturas, incluyendo al artista Rafael Barradas.
Fue honrada en 2000 por la Fundación de Casal, Caixa Terrassa.